# Oligosarcus planaltinae
Oligosarcus planaltinae es una especie de pez de la familia Characidae en el orden de los Characiformes.

## Morfología
Los machos pueden llegar alcanzar los 9,9 cm de longitud total y las hembras 7,9.

## Hábitat
Vive en zonas de clima tropical.

## Distribución geográfica
Se encuentran en Sudamérica:  cuenca del río Paranaiba (Goiás, Brasil).